# Basilique de l'Assomption d'Aglona
Cette  basilique n’est pas la seule basilique Notre-Dame-de-l'Assomption.
La basilique de l'Assomption est une église catholique de style baroque qui se trouve en Lettonie orientale à Aglona, à quarante kilomètres de Daugavpils dans le Latgale. Elle est vouée à Notre-Dame de l'Assomption et représente le centre de la catholicité en Lettonie, pays de tradition protestante. Elle a le statut de basilique mineure depuis 1980, et de sanctuaire international depuis 2000.

## Histoire
L'église a été construite par des dominicains venant de Wilno (aujourd'hui Vilnius) entre 1768 et 1789, à la place d'une ancienne église dominicaine de bois datant de 1699 qui desservait leur couvent. Le couvent dominicain a été fondé grâce à la protection de la puissante famille Chostowicki.
Jean-Paul II a conféré à l'église le titre de basilique mineure en 1980 et s'y est rendu en 1993 devant 380 000 fidèles. La basilique demeure un lieu de pèlerinage marial majeur pour ces contrées du nord-est de l'Europe, particulièrement autour du 15 août, fête de l'Assomption. Les pèlerins y prient une icône du XVIIe siècle.
La dépouille de Mgr Boleslas Sloskans, évêque clandestin en URSS, est enterrée dans la crypte.

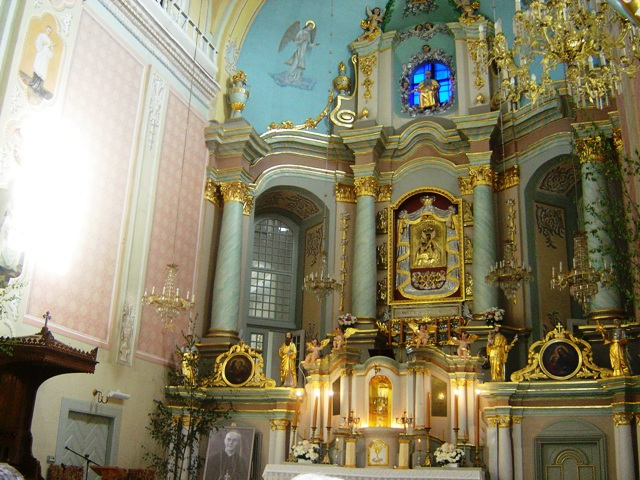
Maître-autel et icône de la Vierge.
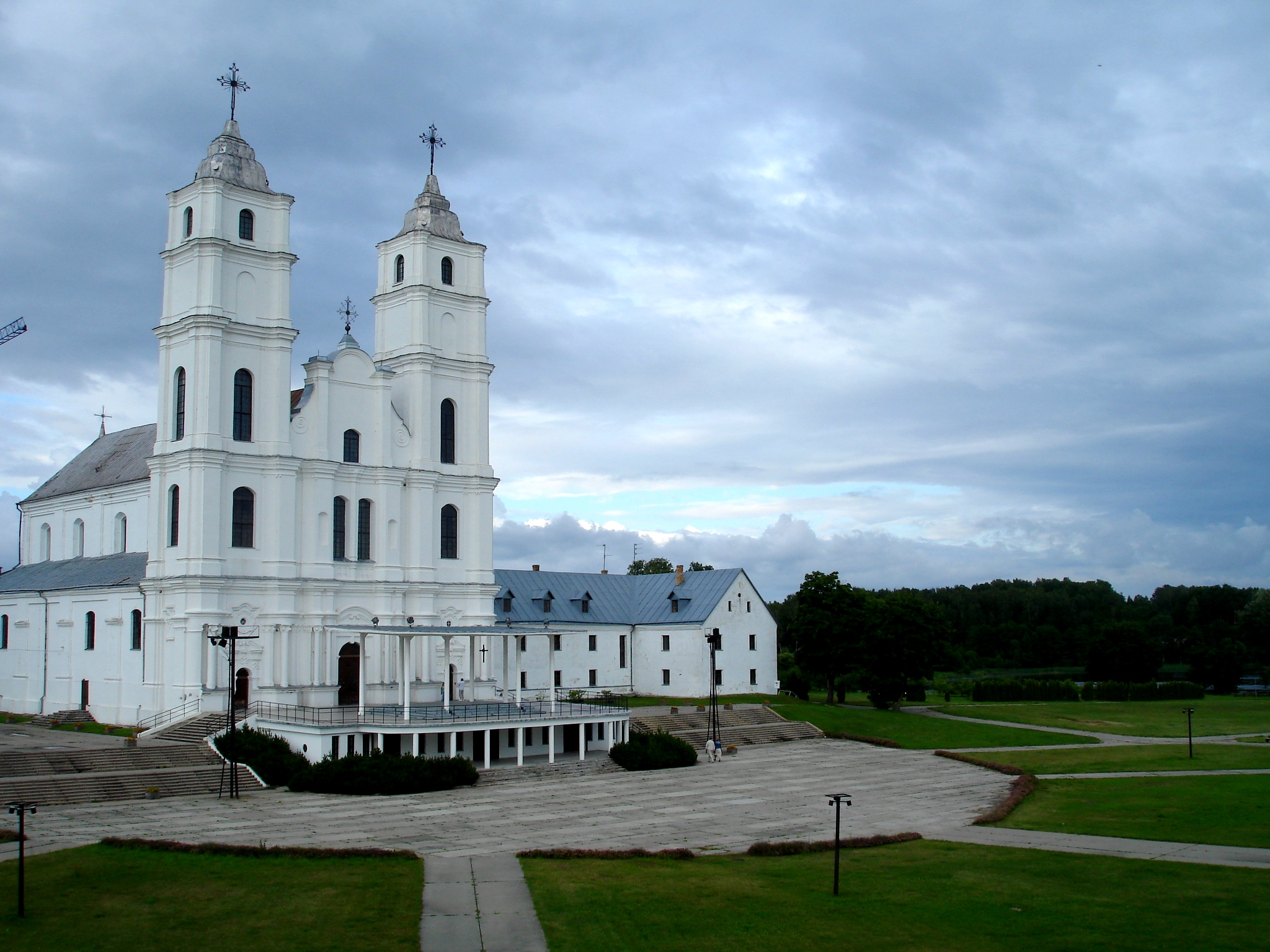
Façade de la basilique.